# Laureano Rosas
Laureano Rosas (Las Flores, 23 agosto 1990) è un ciclista su strada argentino che corre per il team Swift Carbon Pro Cycling Brasil. Attivo tra gli Élite UCI dal 2014, ha vinto due volte i campionati nazionali a cronometro.

## Palmarès
- 2010 (Agrupación Virgen de Fátima)

6ª tappa Vuelta al Valle
- 2011 (Fríosur)

2ª tappa Doble Bragado
- 2012 (Club Ciclista Fénix)

1ª tappa Doble Bragado
2ª tappa Doble Bragado
3ª tappa Doble Bragado
4ª tappa Doble Bragado
5ª tappa Doble Bragado
7ª tappa, 1ª semitappa Doble Bragado
7ª tappa, 2ª semitappa Doble Bragado
8ª tappa Doble Bragado
Classifica generale Doble Bragado
Gran Premio San Antolin
Vuelta a los Puentes
- 2013 (Club Ciclista Fénix)

3ª tappa Wilder Sergio Miraballes Seijas
1ª tappa Rutas de América
6ª tappa Rutas de América
7ª tappa, 2ª semitappa Rutas de América
Classifica generale Rutas de América
4ª tappa Vuelta al Valle
5ª tappa Vuelta al Valle
Classifica generale Vuelta al Valle
- 2014 (Sindicato de Empleados, quattordici vittorie)

Campionati argentini, Prova a cronometro
7ª tappa Vuelta a San Juan
8ª tappa Vuelta a San Juan
Classifica generale Vuelta a San Juan
2ª tappa Doble Bragado
3ª tappa Doble Bragado
4ª tappa Doble Bragado
5ª tappa Doble Bragado
6ª tappa Doble Bragado
7ª tappa Doble Bragado
8ª tappa Doble Bragado
9ª tappa Doble Bragado
Classifica generale Doble Bragado
Clásica de Venado Tuerto
- 2015 (Sindicato de Empleados, sette vittorie)

2ª tappa Giro del Sol San Juan
2ª tappa Vuelta a San Juan
4ª tappa Vuelta a San Juan
6ª tappa Vuelta a San Juan
7ª tappa Vuelta a San Juan (cronometro)
Classifica generale Vuelta a San Juan
4ª tappa Vuelta Ciclista del Uruguay  (Tacuarembó > Tacuarembó)
- 2016 (Sindicato de Empleados, quattordici vittorie)

Campionati argentini, Prova a cronometro
2ª tappa Vuelta a San Juan
3ª tappa Vuelta a San Juan
4ª tappa Vuelta a San Juan (cronometro)
5ª tappa Vuelta a San Juan
7ª tappa Vuelta a San Juan
Classifica generale Vuelta a San Juan
1ª tappa Doble Bragado
3ª tappa Doble Bragado
5ª tappa, 1ª semitappa Doble Bragado
6ª tappa Doble Bragado
7ª tappa, 2ª semitappa Doble Bragado
2ª tappa Doble Media Agua
8ª tappa Vuelta Ciclista del Uruguay  (Melo > Treinta y Tres)
- 2017 (Tusnad Cycling Team, due vittorie)

1ª tappa Giro del Sol San Juan
4ª tappa Doble Bragado
- 2018 (Asociación Civil Mardan, due vittorie)

Classifica generale Vuelta al Valle
Doble Calingasta
- 2019 (Asociación Civil Mardan, una vittoria)

Tour de Sarmiento
- 2021 (Transportes Puertas de Cuyo, due vittorie)

Doble Difunta Correa
8ª tappa Tour de Mendoza
- 2022 (Electro 3, tre vittorie)

3ª tappa Vuelta del Porvenir San Luis (El Durazno > El Durazno, cronometro)
3ª tappa Tour de Mendoza (cronometro)
Classifica generale Tour de Mendoza
- 2023 (Gremios por el Deporte Cutral Có, tre vittorie)

2ª tappa Vuelta a Formosa Internacional (Formosa > Herradura)
3ª tappa Vuelta a Formosa Internacional (Formosa > El Colorado)
Classifica generale Vuelta a Formosa Internacional

### Altri successi
- 2010 (Agrupación Virgen de Fátima)

2ª tappa Vuelta al Valle (cronosquadre)
- 2016 (Sindicato de Empleados)

5ª tappa, 2ª semitappa Doble Bragado (cronosquadre)
- 2017 (Tusnad Cycling Team)

1ª tappa Doble Bragado (cronosquadre)
- 2024 (Swift Carbon Pro Cycling Brasil)

5ª tappa Vuelta Ciclista de Mendoza (Campo Histórico > Villavicencio)
7ª tappa Vuelta Ciclista de Mendoza (Uspallata > Cristos Redentor de los Andes)
Classifica generale Vuelta Ciclista de Mendoza
5ª tappa Volta Ciclística de Goiás (Caldas Novas > Caldas Novas, cronometro)

## Piazzamenti

### Competizioni continentali
- Campionati panamericani

Mar del Plata 2012 - In linea Under-23: 4º
Mar del Plata 2012 - In linea: 10º
Puebla 2014 - Cronometro: 13º
Puebla 2014 - In linea: ritirato
Táchira 2016 - Cronometro: 2º
Táchira 2016 - In linea: ritirato
Pachuca 2019 - Cronometro: 8º
Pachuca 2019 - In linea: ritirato
San Juan 2022 - In linea: 12º
Panama City 2023 - In linea: ritirato
São José dos Campos 2024 - In linea: non partito
- Giochi panamericani

Toronto 2015 - Cronometro: 6º
Toronto 2015 - In linea: ritirato
Santiago del Cile 2023 - Cronometro: 8º
Santiago del Cile 2023 - In linea: 10°